# Tomasz Mackiewicz
Tomasz Mackiewicz, soprannominato Czapkins (Działoszyn, 13 gennaio 1975 – Nanga Parbat, 28 gennaio 2018), è stato un alpinista polacco.
È stato il primo scalatore, assieme all'alpinista francese Élisabeth Revol, a completare la salita invernale di un 8000 lungo una nuova via, la Messner-Eisendle sul Nanga Parbat, nota anche come la "Montagna Assassina", in Pakistan. Tale primato gli è costato la vita poiché non è riuscito a rientrare al campo base. Ha compiuto questa impressionante impresa in pieno inverno ed in puro stile alpino. Per questa impresa è stato nominato al Piolet d'Or.

## Biografia
Nato a Działoszyn, Polonia, Mackiewicz si è sposato due volte. Da ciascun matrimonio sono nati due figli. Dopo un passato piuttosto tormentato, con vissuti e problemi connessi al consumo di sostanze psicotropo-stupefacenti, trascorre un periodo in India e si appassiona per la montagna e l'alpinismo. Nel 2008 Tomasz vinse il premio Colossi per aver realizzato assieme a Marek Klonowski l'attraversata integrale del Mount Logan. Nel 2009 giunse in vetta al Khan Tengri 7 010 m (23 000 ft) in solitaria.
Tentò varie volte (sette in totale) di conquistare il Nanga Parbat in inverno. Dopo diversi tentativi infruttuosi ha raggiunto finalmente la vetta il 25 gennaio 2018 assieme alla compagna di cordata Élisabeth Revol . I due alpinisti si sono aggiudicati così la prima salita invernale (la seconda in assoluto su questa montagna) lungo una nuova via, indicata da Reinhold Messner e Hanspeter Eisendle, ma mai portata a termine da nessuno, nemmeno in estate. Tale impressionante impresa alpinistica è stata realizzata con uno stile minimale e leggero, trattandosi della prima volta che un 8000 è stato conquistato in tale maniera in inverno. È inoltre la seconda volta in assoluto che è stata aperta una nuova via su un 8000 durante la stagione fredda, dopo la storica prima ascensione invernale dello Cho Oyu nel 1985.
Durante la discesa, però, Tomasz ha mostrato presto evidenti segni di spossatezza accompagnata da cecità da neve, che lo hanno costretto a fermarsi poco al di sotto della vetta, ove, a tutt'oggi, risulta disperso. Una squadra di soccorso, chiamata dal campo base del K2 al Nanga Parbat, è riuscita a portare in salvo Elisabeth Revol, la quale, ormai sfinita, è riuscita a scendere fino all'altitudine di 6 026 m (19 770 ft), mentre le pessime condizioni meteorologiche hanno impedito ai soccorritori di raggiungere anche la posizione di Mackiewicz.